# 帕魯羅
13°45′48″S 71°50′58″W / 13.76333°S 71.84944°W
帕魯羅（西班牙語：Paruro），是秘魯的城鎮，位於該國南部庫斯科大區，是帕魯羅省的首府，海拔高度3,051米，2005年人口1,750，居民主要使用奇楚瓦語和西班牙語。